# تيكوبرا
تيكوبرا هي بلدية ريفية في جنوب موريتانيا، تقع في مقاطعة امبود في ولاية كوركول.

## جغرافيا
تقع بلدية تيكوبرا شرق منطقة كوركول وتغطي مساحة 677 كم². يحدها من الشمال بلدتي الأحراش والعويسي، ومن الشرق بلدية سوفي، ومن الجنوب بلدية تاركنت أهل مولاي اعل، ومن الغرب بلدية مبوت.

## تاريخ
تأسست كمدينة حسب الأمر في 20 أكتوبر 1987 بتأسيس بلديات موريتانيا.

## السكان
خلال التعداد العام للسكان والمساكن لعام 2000، كان تعداد السكان حوالي 8 744 نسمة، وبلغ في تعداد عام 2013 حوالي 10 965 نسمة، بمعدل نمو سنوي قدره 1,8 % على مدى 13 عامًا.

## اقتصاد
تعتبر الزراعة مركز اقتصاد المدينة، مثلها مثل جميع البلديات تقريبًا في المنطقة، لكنه هش بسبب الظروف المناخية أو قلة الإمكانيات للمزارعين، وللتعامل مع هذه المعوقات، تقوم الدولة أو المنظمات غير الحكومية المختلفة بتمويل المشاريع التي تعمل على تحسين الظروف المعيشية للسكان.